# 米庫拉斯二世
米庫拉斯二世（捷克語：Mikuláš II. Opavský，1288年—1365年12月8日），奧帕瓦公爵，米庫拉斯一世之子，1318年至1365年在位。

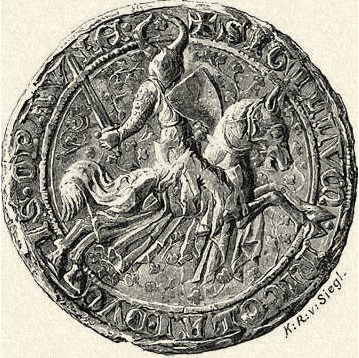

## 家庭
1318年左右，米庫拉斯與拉齊布日的安娜結婚，兩人共有1子2女：
1. 揚一世（約1322年—約1381年）
2. 歐菲米亞（—1352年），馬佐夫舍公爵謝莫維特三世夫人
3. 瑪克塔（英语：Margaret of Opava）（約1330年—1363年）

1342年，米庫拉斯與康拉德一世的女兒雅德薇加結婚，兩人有一個兒子米庫拉斯三世。
1360年，米庫拉斯與維厄隆公爵長者波列斯瓦夫的女兒尤塔結婚，兩人共有兩個兒子：
1. 瓦茨拉夫（英语：Wenceslaus I, Duke of Opava）（約1361年—1381年）
2. 普熱米斯爾（約1365年—1433年）